# Baropatia
Le baropatie sono sindromi patologiche a carico di diversi organi o apparati determinate dalla variazione molto ampia e repentina della pressione atmosferica.
Le piccole variazioni della pressione atmosferica causate dal variare delle condizioni meteorologiche sono bene sopportate dall’organismo umano. Diversamente invece le variazioni più grandi possono indurre la comparsa di gravi manifestazioni patologiche.
Si distinguono due tipi di baropatie: le ipobaropatie, legate ai cambi di pressione in alta quota, e le iperbaropatie, causate dalla variazione di profondità sott'acqua.

## Ipobaropatie
Le ipobaropatie sono determinate da una rapida diminuzione della pressione atmosferica, come avviene quando si raggiungono elevate altitudini, superiori ai 3000 – 3.500 metri sul livello del mare: il complesso caratteristico dei sintomi delle ipobaropatie prende anche il nome di “mal di montagna acuto”, dal momento che si presenta in coloro che raggiungono rapidamente altitudine elevate.

### Eziologia
La ridotta pressione atmosferica comporta a livello degli alveoli polmonari una sensibile riduzione della pressione parziale dell’ossigeno e la conseguente diminuzione della capacità dello stesso gas di legarsi all’emoglobina. La diminuzione della percentuale di saturazione dell’emoglobina e della tensione dell’ossigeno nel sangue arterioso fa sì che l’ossigeno venga ceduto in quantità inferiore al normale ai tessuti, i quali vanno incontro ad ipossia ipossica.

### Sintomi
I sintomi iniziali più lievi sono stanchezza e sonnolenza, cefalea, nausea e perdita di conoscenza. Al perdurare dell’ipossia compaiono sintomi più gravi quali coma e morte. La gravità dei sintomi può essere influenzata anche da altri fattori come condizioni dell’organismo, entità dello sforzo muscolare e abitudine alle basse pressioni.

### Effetti a lungo termine
Qualora il soggiorno in ambienti ad elevate altitudini sia di lunga durata, intervengono fenomeni di adattamento (acclimatazione), tra cui:
- stimolazione dell’eritropoiesi: in condizioni di ipossia il rene aumenta la produzione di eritropoietina, la quale induce il passaggio in circolo di un numero maggiore di globuli rossi;
- l’espansione del letto capillare con conseguente agevolazione degli scambi respiratori a livello cellulare.
Questo è il motivo per cui le persone che vivono in località situate ad altitudini superiori ai 4000 – 5000 metri possono effettuare sforzi fisici e raggiungere altitudini superiori senza accusare sintomi.

## Iperbaropatie
Le iperbaropatie sono determinate da un rapido aumento della pressione atmosferica quando ci si immerge in profondità nelle acque del mare o di laghi. In questi casi la pressione atmosferica, che a livello del mare è di 760 mm di Hg, si aggiunge a quella esercitata dalla massa di acqua. Il cambio repentino di pressione può determinare una malattia da decompressione.

### Eziologia
L’aumento della pressione provoca l’incremento della solubilità del sangue dei gas presenti nell’aria inspirata e in particolare dei due principali costituenti, ossigeno e azoto, dei quali l’azoto è il più pericoloso in quanto, non essendo fissato da alcun costituente ematico, si scioglie tutto nel sangue. La presenza nel sangue di grandi quantità di azoto disciolto nel sangue non provoca sintomi patologici, ma diviene un grande fattore di rischio se l’emersione avviene rapidamente. La brusca riduzione della pressione che avviene durante la risalita verso la superficie infatti fa sì che l’azoto disciolto nel sangue ritorni allo stato aeriforme formando piccole bolle di gas, le quali vengono trasportate all’interno del torrente circolatorio.

### Manifestazioni cliniche
Come accennato, la rapida variazione di pressione può determinare la formazione di bolle di gas nel torrente circolatorio, ovvero una embolia gassosa. Le bolle possono raggiungere organi diversi e fermarsi in corrispondenza di capillari più piccoli, provocando l’occlusione e il conseguente danno ischemico. Le bolle più piccole possono inoltre fondersi, formando bolle di maggiori dimensioni, e andare a ostruire i vasi di maggiori dimensioni.

### Prevenzione e trattamento
Per impedire la comparsa di embolia gassosa è sufficiente far avvenire la risalita in superficie molto lentamente tramite tappe di decompressione, in modo che la decompressione si verifichi gradualmente.
La terapia dei soggetti con embolia gassosa viene effettuata nelle camere iperbariche, che favoriscono la solubilizzazione dell’azoto presente nel sangue in stato aeriforme e la sua successiva espulsione in piccolissime bolle a livello degli alveoli attraverso la respirazione.